# Warczewiczella wailesiana
Warczewiczella wailesiana är en orkidéart som först beskrevs av John Lindley, och fick sitt nu gällande namn av Charles Jacques Édouard Morren. Warczewiczella wailesiana ingår i släktet Warczewiczella och familjen orkidéer. Inga underarter finns listade i Catalogue of Life.

## Bildgalleri

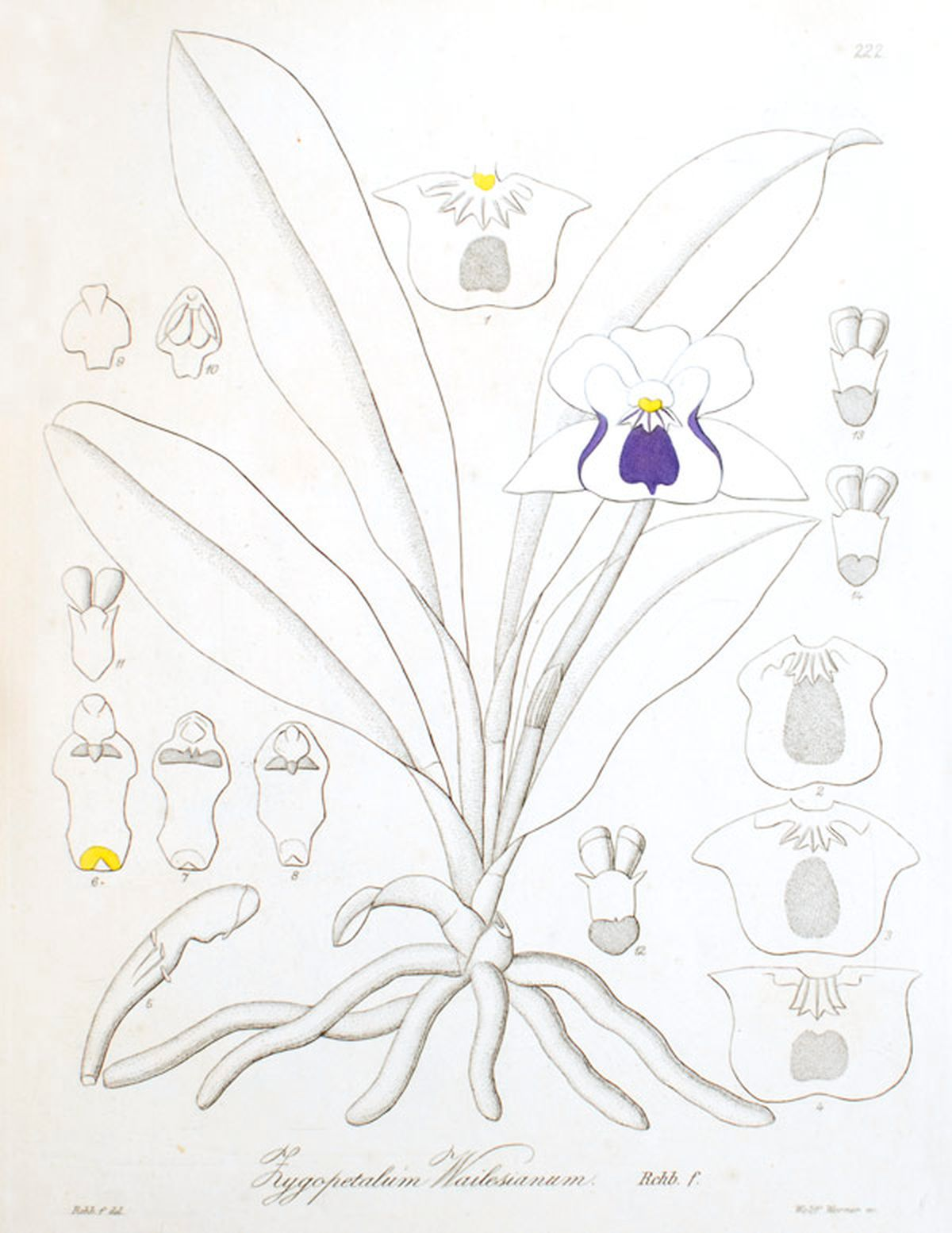
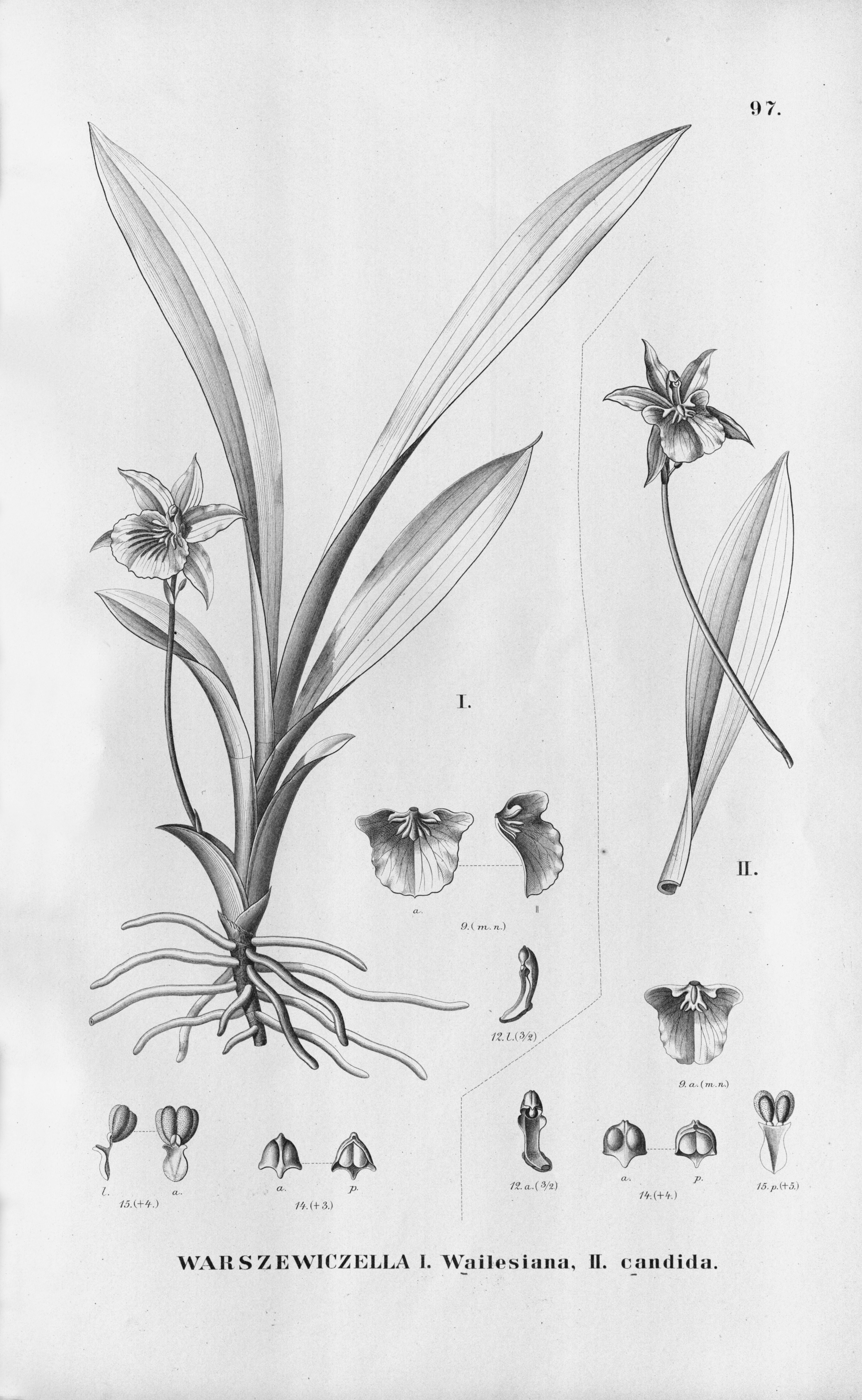